# Addams
Addams je priimek več znanih oseb:
- Dawn Addams (1930—1985), angleška igralka
- Laura Addams (1860—1935), ameriška sociologinja, nobelovka leta 1931